# تبة إسماعيل أباد
تبة إسماعيل‌ أباد هي قرية في مقاطعة ملكان، إيران. عدد سكان هذه القرية هو 1,529 في سنة 2006.